# Hiroto Ninomiya
Hiroto Ninomiya (jap. 二ノ宮寛斗 Ninomiya Hiroto; ur. 23 stycznia 1998) – japoński zapaśnik walczący w stylu wolnym. Szósty w Pucharze Świata w 2022. Wicemistrz Azji juniorów w 2016 roku.